# Lobaria scrobiculata
Espèce
Lobaria scrobiculata est une espèce de lichens épiphyte de la famille des Lobariaceae. Ses photobiontes sont des cyanobactéries alors que l'espèce proche Lobaria pulmonaria est associée à des algues vertes. Cette espèce se rencontre presque partout dans le Monde (répartition subcosmopolite).